# Зеда-Кондіді
Зеда-Кондіді (груз. ზედა კონდიდი) — село в Грузії.
За даними перепису населення 2014 року в селі проживає 308 осіб.